# Città della Guinea-Bissau

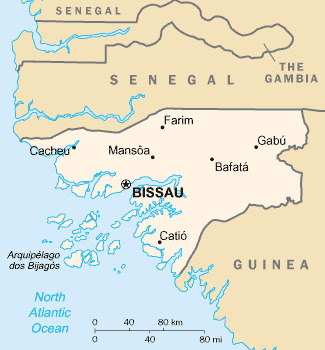
Mappa della Guinea-Bissau

Lista delle città della Guinea-Bissau.

## Città
- Bissau (capitale)
- Bafatá
- Gabú
- Bissorã
- Bolama
- Cacheu
- Bubaque
- Catió
- Mansôa
- Buba
- Quebo
- Canghungo
- Farim
- Quinhámel
- Fulacunda
- Boe
- Tombali